# This Feeling (песня The Chainsmokers)
«This Feeling» — песня американской группы The Chainsmokers при участии Келси Баллерини. Песня, написанная The Chainsmokers и Эмили Уоррен и спродюсированная группой, была выпущена Disruptor Records и Columbia Records 18 сентября 2018 года в качестве седьмого сингла со второго студийного альбома The Chainsmokers, Sick Boy (2018). Она также вошла в делюкс-издание второго студийного альбома Баллерини Unapologetically.

## Концертные выступления
Певица Келси Баллерини и дуэт диджеев The Chainsmokers дебютировали с песней на шоу Эллен Дедженерес. Они также исполнили песню 19 ноября на шоу ESPN Monday Night Football Genesis Halftime Show между командами Лос-Анджелес Рэмс и Канзас-Сити Чифс в Мемориальном колизее Лос-Анджелеса. Они также исполнили песню на Victoria’s Secret Fashion Show 2018 года.

## Музыкальное видео
Клип на песню «This Feeling» был выпущен 12 ноября 2018 года. В клипе The Chainsmokers и Баллерини участвуют в мотокроссе, сталкиваясь с внутренними конфликтами. Видео заканчивается загадочным кадром «нескольких мотоциклов, разложенных в результате аварии, на фоне которой слышен вой сирен».

## Коммерческий успех
По состоянию на март 2019 года песня была продана в США в количестве 145 000 копий. Она была сертифицирована Американской ассоциацией звукозаписывающих компаний (RIAA) как дважды платиновая за более чем 2 миллиона единиц в совокупности продаж и потоков.

## Чарты
| Чарт (2018—2019)                            | Высшая позиция |
| ------------------------------------------- | -------------- |
| Австралия (ARIA)                            | 17             |
| Австралия Dance (ARIA)                      | 4              |
| Австрия (Ö3 Austria Top 40)                 | 50             |
| Бельгия/Фландрия (Ultratip Bubbling Under)  | 11             |
| Бельгия/Валлония (Ultratip Bubbling Under)  | 8              |
| Канада (Billboard Canadian Hot 100)         | 34             |
| Канада (Billboard AC)                       | 36             |
| Канада (Billboard CHR/Top 40)               | 10             |
| Канада (Billboard Hot AC)                   | 21             |
| Хорватия (HRT)                              | 38             |
| Чехия (Singles Digitál Top 100)             | 20             |
| Франция (SNEP)                              | 197            |
| Греция International Digital Singles (IFPI) | 41             |
| Венгрия (Stream Top 40)                     | 24             |
| Ирландия (IRMA)                             | 26             |
| Япония (Billboard Japan Hot 100)            | 72             |
| Япония Hot Overseas (Billboard)             | 5              |
| Новая Зеландия (Recorded Music NZ)          | 23             |
| Португалия (AFP)                            | 53             |
| Шотландия (OCC Scotland)                    | 27             |
| Сингапур (RIAS)                             | 7              |
| Швеция (Sverigetopplistan)                  | 30             |
| Швейцария (Schweizer Hitparade)             | 88             |
| Великобритания (OCC UK Singles)             | 63             |
| Великобритания (OCC UK Dance)               | 9              |
| США (Billboard Hot 100)                     | 50             |
| США (Billboard Adult Pop Airplay)           | 15             |
| США (Billboard Hot Dance/Electronic Songs)  | 4              |
| США (Billboard Pop Airplay)                 | 9              |

| Чарт (2018)                                | Позиция |
| ------------------------------------------ | ------- |
| США Hot Dance/Electronic Songs (Billboard) | 29      |
| Чарт (2019)                                | Позиция |
| США Hot Dance/Electronic Songs (Billboard) | 6       |
| США Mainstream Top 40 (Billboard)          | 43      |

## Сертификации
| Регион                                                                      | Сертификация  | Продажи   |
| --------------------------------------------------------------------------- | ------------- | --------- |
| Австралия (ARIA)                                                            | 2× Платиновый | 140 000   |
| Бразилия (ABPD)                                                             | 2× Платиновый | 80 000    |
| Канада (Music Canada)                                                       | 3× Платиновый | 240 000   |
| Мексика (AMPROFON)                                                          | Золотой       | 30 000    |
| Новая Зеландия (RMNZ)                                                       | Золотой       | 15 000    |
| Польша (ZPAV)                                                               | Золотой       | 10 000    |
| Великобритания (BPI)                                                        | Серебряный    | 200 000   |
| США (RIAA)                                                                  | 2× Платиновый | 2 000 000 |
| Данные о продажах + прослушиваниях приведены только на основе сертификации. |               |           |